# Shadow DN8
Der Shadow DN8 ist ein Formel-1-Rennwagen, den Tony Southgate und Dave Wass 1976 für das anglo-amerikanische Team Shadow Racing Cars entwickelten.
Die Chassis kamen ab Mitte der Saison 1976 bis Anfang der Saison 1978 im Werksteam zum Einsatz. Für Kundenteams standen die Wagen nicht zur Verfügung. Alle Fahrzeuge wurden von einem Cosworth-DFV-Motor angetrieben.

## Geschichte

### Hintergrund
Zum Beginn der Formel-1-Saison 1976 trat Shadow mit der in Details weiterentwickelten Variante DN5B des Vorjahreswagens Shadow DN5 an, die insbesondere die Zuverlässigkeit verbesserte, im Laufe der Saison aber immer weiter an Konkurrenzfähigkeit verloren hatte. Ursprünglich sollte der neue DN8 bereits ab Anfang der Saison eingesetzt werden, doch stellte Tony Southgate den Wagen vor seinem Wechsel zum Team Lotus nicht mehr fertig. Den Wegfall eines großen Teils des Entwicklungsbudgets nach dem Austritt des bisherigen Hauptsponsors Universal Oil Products Ende 1975 trug ebenfalls maßgeblich zur Verzögerung bei. Dave Wass wurde neuer Shadow-Chefingenieur und schloss die Entwicklung des ersten renntauglichen DN8-Chassis erst im Sommer 1976 ab. Ein weiterer DN8 wurde zunächst noch nicht aufgebaut.

### Shadow DN8 (1976–1978)
Beim Großen Preis der Niederlande 1976 wurde der DN8 zum ersten Mal in einem Rennen eingesetzt. Die ersten Erfahrungen waren positiv: Tom Pryce qualifizierte sich auf den dritten Startplatz und beendete das Rennen auf dem vierten Rang. In den folgenden Rennen fiel die Konkurrenzfähigkeit des Wagens aber wieder ab und es gelangen keine weiteren Ankünfte in den Punkterängen mehr. Das Team kämpfte mit überhitzenden Komponenten, mangelnder Traktion und Untersteuern am DN8 und es gelang nicht, die Probleme bis Saisonende effektiv zu lösen. Pryce setzte sich aber positionstechnisch deutlich gegen seinen Teamkollegen Jean-Pierre Jarier durch, der die Saison mit dem älteren DN5B beendete. Beim Saisonfinale, dem Großen Preis von Japan, schied Pryce mit technischen Problemen aus, nachdem er zuvor im Starkregen, an dem an einen regulären Rennbetrieb kaum mehr zu denken war, bis auf den zweiten Rang vorfuhr.
Für die beiden Überseerennen in Argentinien und Brasilien am Anfang der Formel-1-Saison 1977 konnte kein zweiter DN8 rechtzeitig fertiggestellt werden; Pryce erhielt den Vorzug vor seinem neuen Teamkollegen Renzo Zorzi. Er fiel in Argentinien aus und startete in Brasilien noch ein letztes Mal mit dem DN5B. Ab dem Großen Preis von Südafrika standen nun für beide Fahrer die neuen Wagen zur Verfügung. Bei diesem Rennen verunglückte Pryce tödlich, nachdem ein Motorschaden an Zorzis DN8 die verhängnisvolle Ereigniskette in Gang gesetzt hatte. Alan Jones wurde als neuer Fahrer verpflichtet und brachte mit seinen guten Leistungen das durch Pryce' Tod schwer getroffene Shadow-Team noch ein letztes Mal in Aufwind. Dabei half auch, dass Tony Southgate im Sommer 1977 als Chefdesigner zu Shadow zurückkehrte und den DN8 erfolgreicher weiterentwickeln konnte als Dave Wass. Beim durch wechselhafte Wetterbedingungen beeinflussten Großen Preis von Österreich gewann Jones sein erstes und Shadows einziges Rennen. Zudem fuhr er in Italien als Dritter noch einmal auf das Podest. Vier weitere Ankünfte in den Punkterängen rundeten die Saison ab. Der kurz nach Jones’ Engagement entlassene Zorzi wurde im Laufe der Saison hauptsächlich durch den amtieren Meister der europäischen Formel-3-Meisterschaft Riccardo Patrese ersetzt, der in der Formel 1 debütierte. Zudem nahmen Jackie Oliver, Arturo Merzario und Jean-Pierre Jarier als Gaststarter an je einem Rennen teil. Abgesehen von einem sechsten Platz beim Saisonfinale in Japan erzielten die Fahrer des zweiten DN8 keine Erfolge. Mit 23 Punkten, davon einer mit dem DN5B, belegte Shadow am Saisonende den siebten Platz in der Konstrukteurswertung.
Zur Formel-1-Saison 1978 hatten große Teile des Führungspersonals inklusive Southgate und Wass sowie der Hauptsponsor Ambrosio Shadow verlassen und Arrows Grand Prix International gegründet, was die Entwicklung des neuen Shadow DN9 verzögerte. Daher meldete das Team bei den ersten Rennen für die neuen Fahrer Clay Regazzoni und Hans-Joachim Stuck zwei DN8, die dadurch in ihre dritte Formel-1-Saison gingen. Regazzoni erzielte als Fünfter beim Großen Preis von Brasilien zwei letzte Punkte mit dem Chassis. Der folgende Große Preis von Südafrika entwickelte sich dagegen zum Desaster, da beide Fahrer an der Qualifikation scheiterten. Ab dem Rennen in den USA (West) stieg Stuck auf den DN9 um, Regazzoni folgte ein Rennen später, nachdem er beim letzten Renneinsatz eines DN8 Zehnter wurde. Shadow beendete die Saison mit sechs Punkten, von denen zwei mit dem DN8 erreicht werden konnten, auf dem elften Rang der Konstrukteure.

## Technik
Der Shadow DN8 war als Nachfolger des Shadow DN5 vorgesehen. Die erste Version, die Mitte 1976 an die Strecken gebracht wurde, war dem DN5 in einigen Belangen noch sehr ähnlich. Das Konzept des hochgezogenen Cockpits im Vergleich zum sehr niedrig gehaltenen Rest des Fahrzeuges wurde beibehalten. Die Frontpartie wurde praktisch unverändert übernommen. Dagegen wurden die Seitenkästen deutlich verkleinert und hatten eine experimentelle, dreieckige Form. Sie beinhalteten das Wasserkühlsystem für den Motor. Die Ansaugöffnungen für den Motor waren neben dem Kopf des Fahrers platziert und wurden vergrößert. Zur Lösung der vielen Probleme mit dem neuen Wagen wurden Mitte 1977 Änderungen vorgenommen. Die Seitenkästen wurden neu geformt und vergrößert. Gleichzeitig wurde eine neue Frontpartie entwickelt; der Ölkühler befand sich nun offen im Fahrtwind. Diese Lösung erinnerte an den McLaren M26. Für 1978 wurden noch kleinere Detailänderungen vorgenommen. Die genaue Zahl der im Shadow-Werk in Northampton aufgebauten Chassis ist unbekannt, die Existenz von mindestens sechs DN8 gilt aber als nachgewiesen.
Für die Motorisierung kam bei allen Chassis ein Cosworth-DFV-Motor zum Einsatz, dessen Entwicklung Ende der 1960er-Jahre von Ford finanziert worden war. Daher wurde das Aggregat teilweise auch unter der Herstellerbezeichnung Ford-Cosworth bzw. nur Ford gemeldet. Die Getriebe wurden von Hewland bezogen. Diese Kombination aus Motor und Getriebe war zu dieser Zeit weit verbreitet und galt als effektivste Lösung für den Aufbau des Antriebsstrangs aus Zuliefererteilen. Die Karosserie wurde ebenfalls wie zu dieser Zeit üblich aus Aluminiumblech um einen Gitterrahmen aufgebaut, in den der Motor tragend integriert war.
Der Shadow DN10 für den auf der Formel 5000 basierenden, neuen Canadian-American Challenge Cup ab 1977 wurde in großen Teilen vom Shadow DN8 abgeleitet.

## Lackierung und Sponsoring
Zwischen 1976 und 1978 trat allein das Werksteam Shadow Racing Cars mit DN8-Chassis an:
- 1976 erschien der DN8 in einer schwarzen Grundlackierung mit rot-blau lackierter Fahrzeugoberseite. Hauptsponsoren waren Valvoline und Tabattip.
- 1977 wurde die tiefschwarze Grundlackierung der Vorjahre mit rot-blauen Kontrasten für die ersten Rennen weitergeführt und dann durch eine weiße Lackierung mit blau-roten Streifen ersetzt, die an den neuen Hauptsponsor Ambrosio angelehnt war. Das war das erste Mal, dass Shadow-Fahrzeuge nicht im charakteristischen tiefschwarzen Grundfarbton erschienen. Später kam der Schweizer Zigarrenhersteller Villiger als Sponsor dazu.
- 1978 verblieb die weiße Lackierung, doch wurden nun nach dem Austritt Ambrosios mehr rote Akzente im Corporate Design von Villiger hinzugefügt.

## Galerie

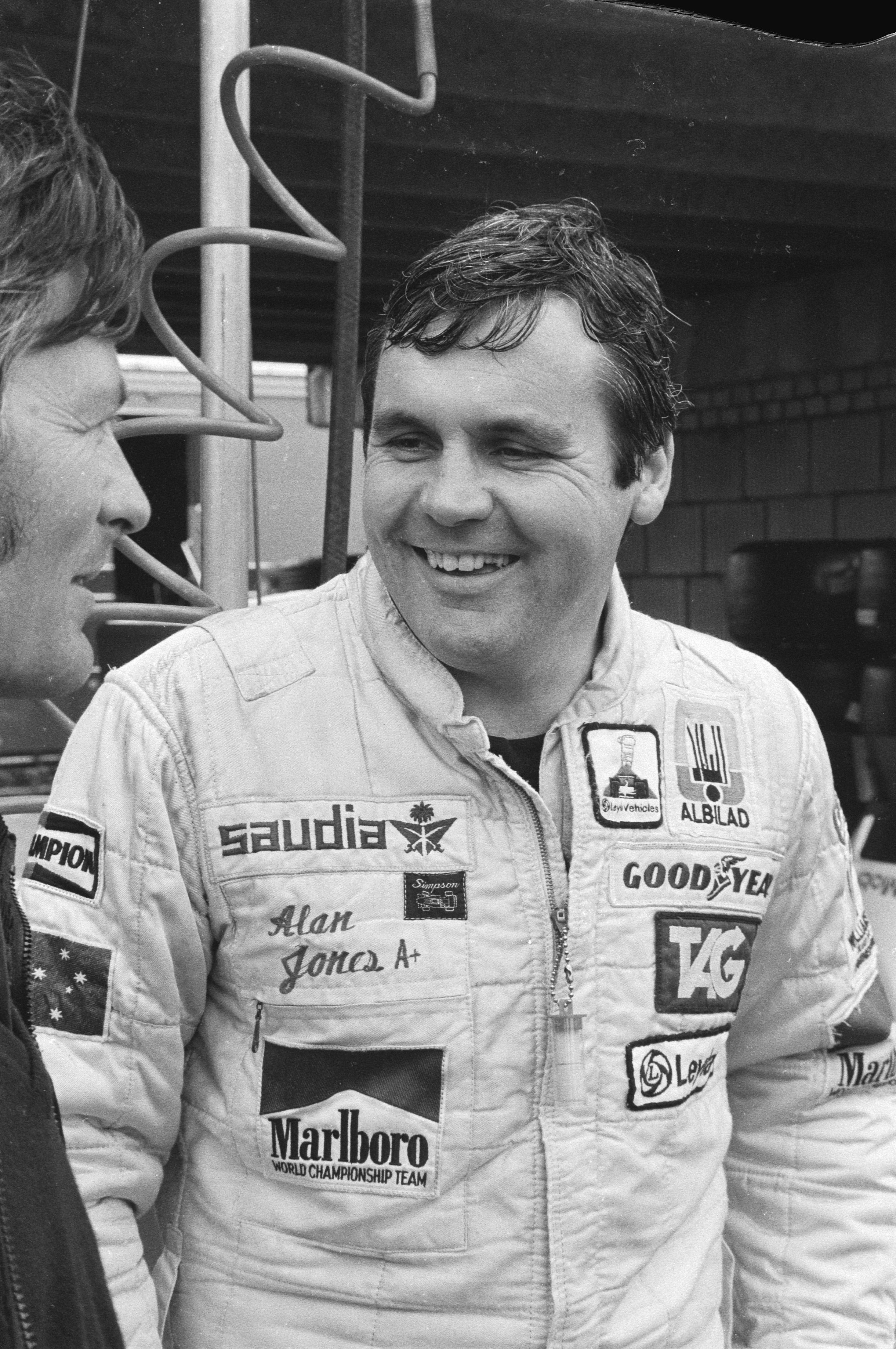
Alan Jones fuhr 1977 mit dem DN8 die erfolgreichste Saison der Teamgeschichte
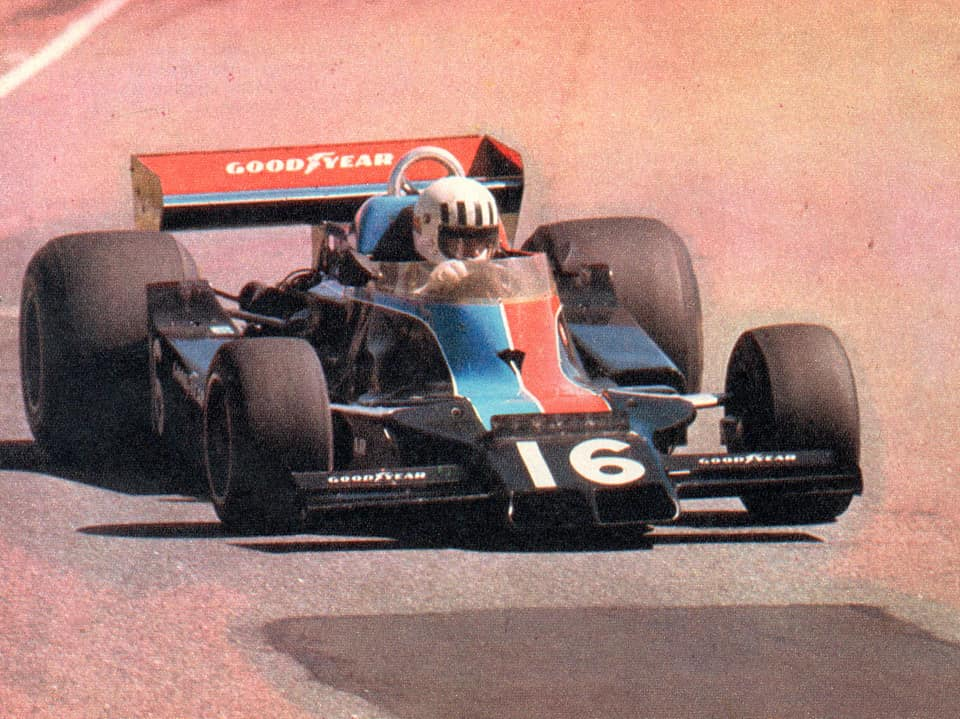
Frühe Version des DN8, Argentinien, 1977
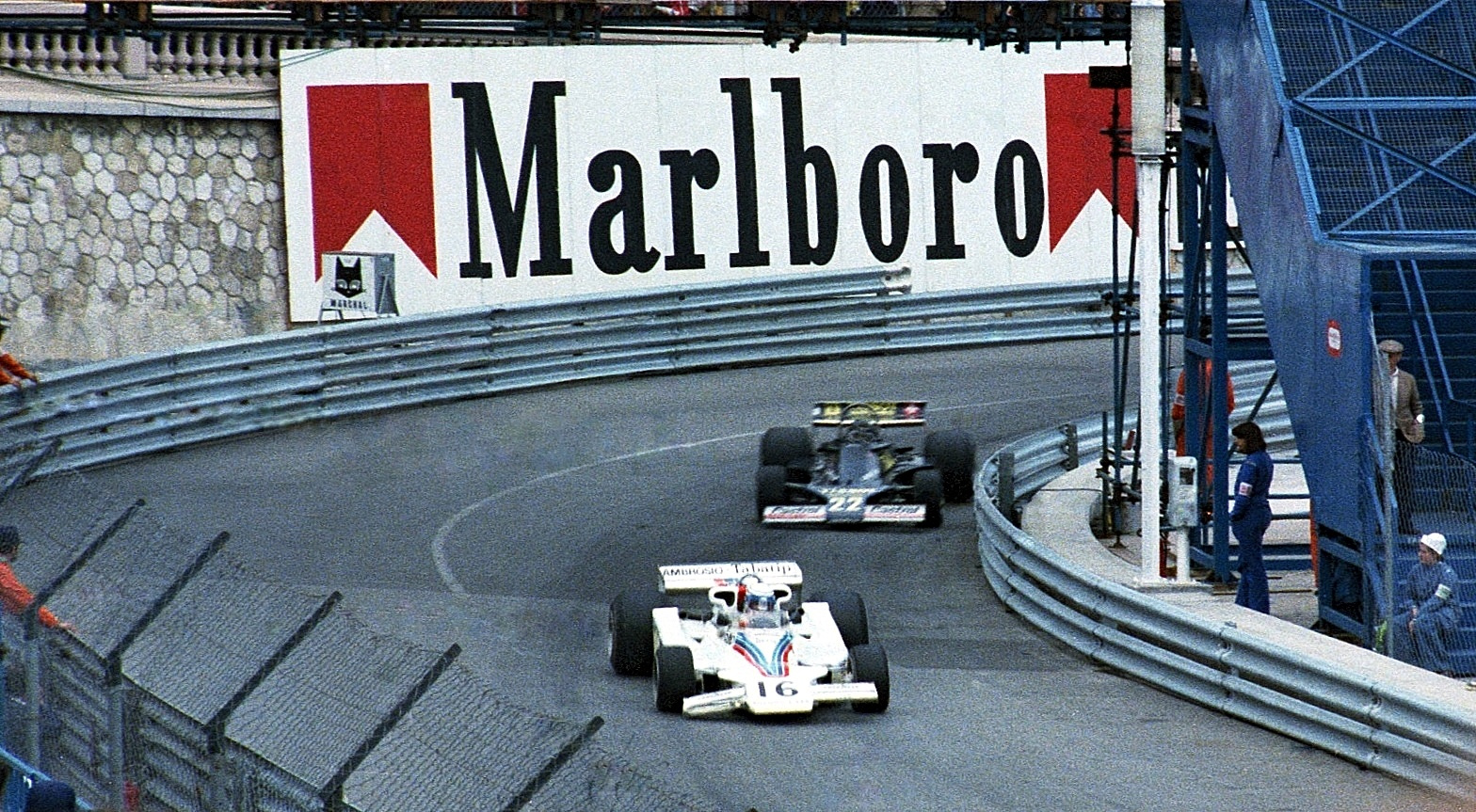
Patrese im DN8 vor Ickx mit neuer Karosserie, Monaco, 1977
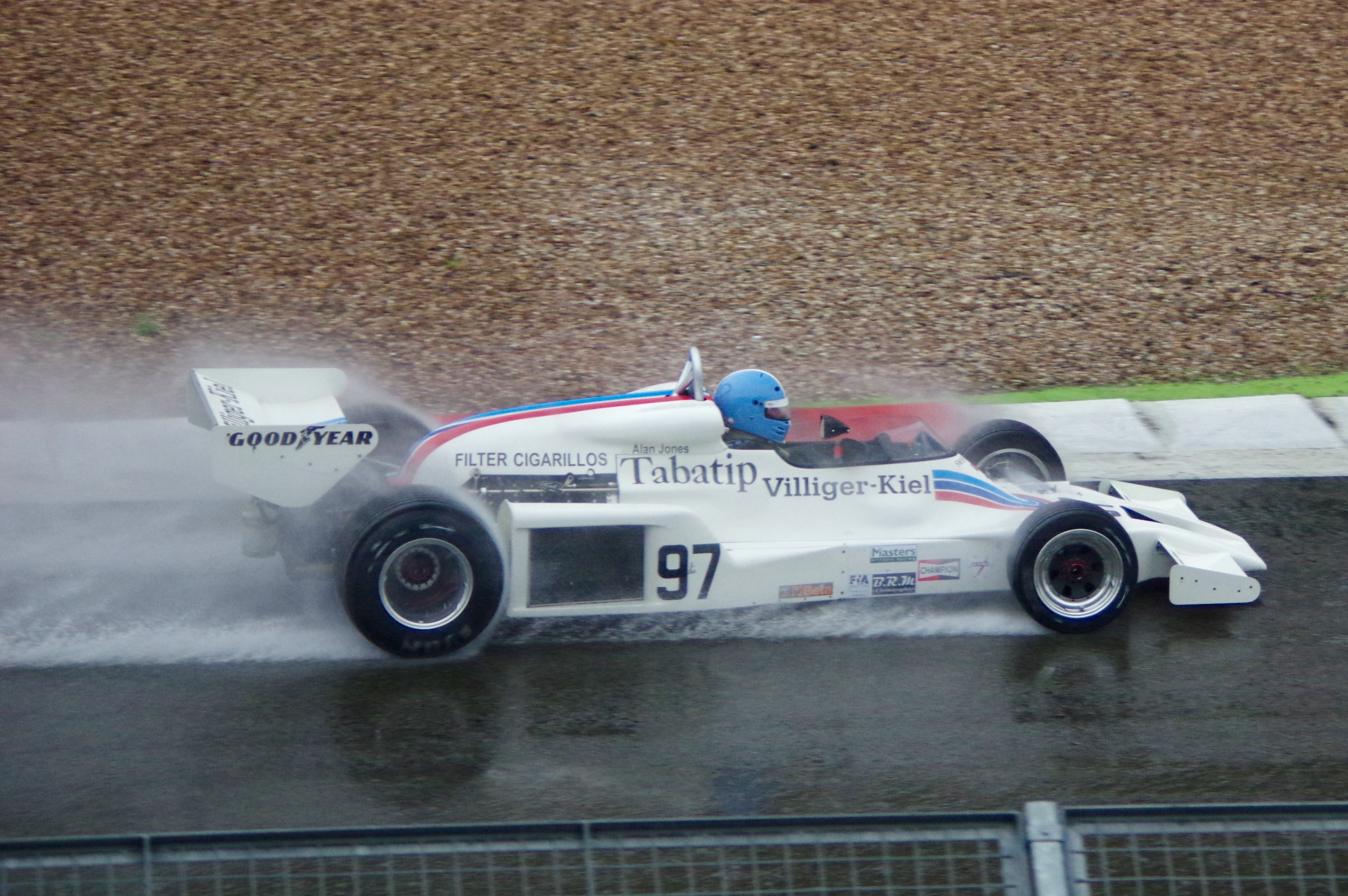
Später DN8 mit neuem Ölkühler, Barber, 2010
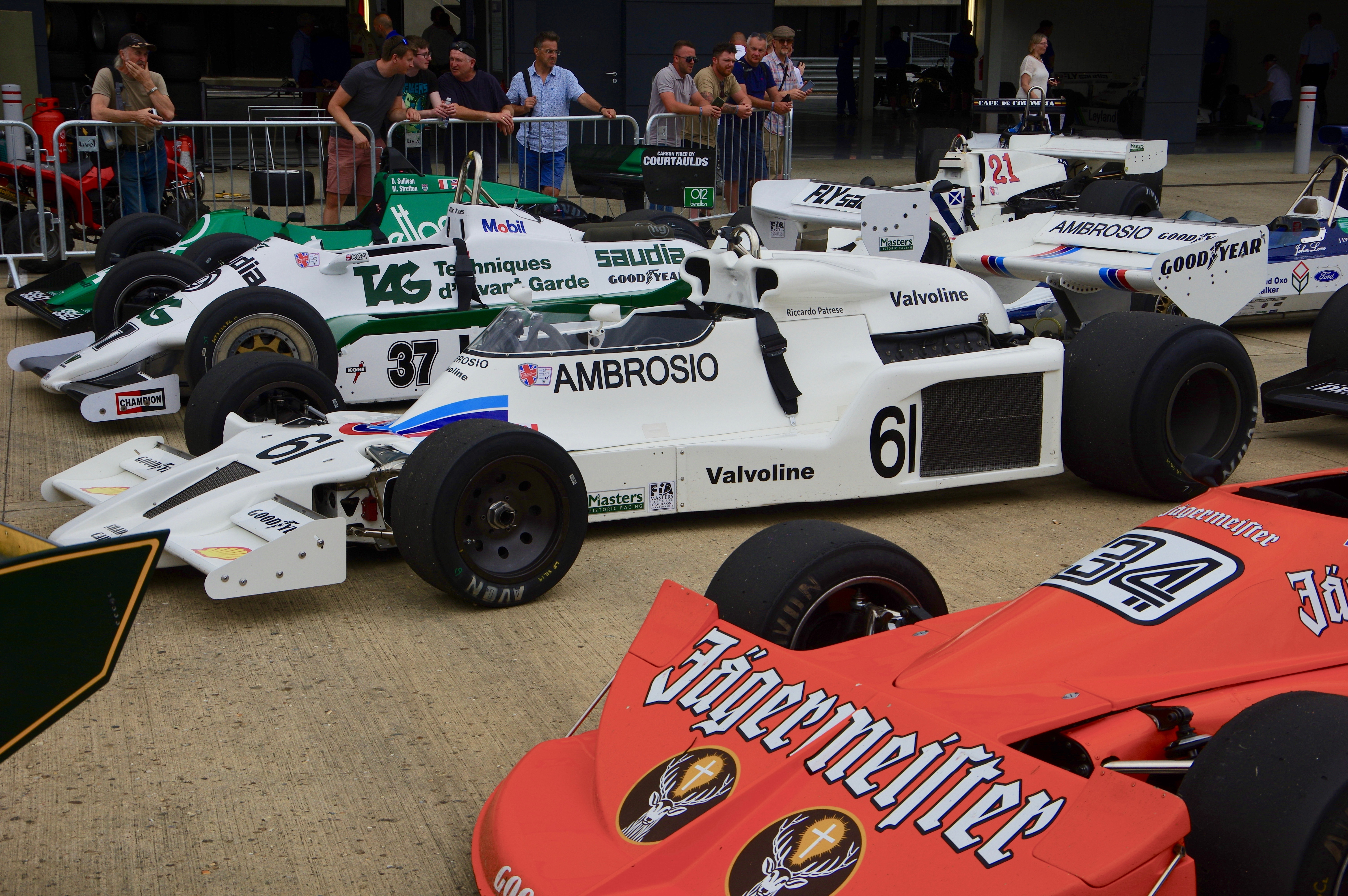
Später DN8 mit anderen Fahrzeugen, Silverstone, 2019

## Ergebnisse
| Fahrer               | Nr.                  | 1  | 2   | 3   | 4   | 5   | 6 | 7   | 8  | 9   | 10  | 11  | 12  | 13  | 14  | 15  | 16  | 17 | Punkte | Rang |
| -------------------- | -------------------- | -- | --- | --- | --- | --- | - | --- | -- | --- | --- | --- | --- | --- | --- | --- | --- | -- | ------ | ---- |
| Formel-1-Saison 1976 | Formel-1-Saison 1976 |    |     |     |     |     |   |     |    |     |     |     |     |     |     |     |     |    | 10     | 8.   |
| Tom Pryce            | 16                   |    |     |     |     |     |   |     |    |     |     |     | 4   | 8   | 11  | DNF | DNF |    | 10     | 8.   |
| Formel-1-Saison 1977 | Formel-1-Saison 1977 |    |     |     |     |     |   |     |    |     |     |     |     |     |     |     |     |    | 23     | 7.   |
| Tom Pryce            | 16                   | NC |     | DNF |     |     |   |     |    |     |     |     |     |     |     |     |     |    | 23     | 7.   |
| Renzo Zorzi          | 16                   |    |     |     | DNF | DNF |   |     |    |     |     |     |     |     |     |     |     |    | 23     | 7.   |
| Riccardo Patrese     | 16                   |    |     |     |     |     | 9 | DNF |    | DNF | DNF | 10  |     | 13  | DNF |     | 10  | 6  | 23     | 7.   |
| Jackie Oliver        | 16                   |    |     |     |     |     |   |     | 9  |     |     |     |     |     |     |     |     |    | 23     | 7.   |
| Arturo Merzario      | 16                   |    |     |     |     |     |   |     |    |     |     |     | DNF |     |     |     |     |    | 23     | 7.   |
| Jean-Pierre Jarier   | 16                   |    |     |     |     |     |   |     |    |     |     |     |     |     |     | 9   |     |    | 23     | 7.   |
| Renzo Zorzi          | 17                   |    |     | DNF |     |     |   |     |    |     |     |     |     |     |     |     |     |    | 23     | 7.   |
| Alan Jones           | 17                   |    |     |     | DNF | DNF | 6 | 5   | 17 | DNF | 7   | DNF | 1   | DNF | 3   | DNF | 4   | 4  | 23     | 7.   |
| Formel-1-Saison 1978 | Formel-1-Saison 1978 |    |     |     |     |     |   |     |    |     |     |     |     |     |     |     |     |    | 6      | 11.  |
| Hans-Joachim Stuck   | 16                   | 17 | DNF | DNQ |     |     |   |     |    |     |     |     |     |     |     |     |     |    | 6      | 11.  |
| Clay Regazzoni       | 17                   | 15 | 5   | DNQ | 10  |     |   |     |    |     |     |     |     |     |     |     |     |    | 6      | 11.  |

| Legende  | Legende            | Legende                                                          |
| Farbe    | Abkürzung          | Bedeutung                                                        |
| -------- | ------------------ | ---------------------------------------------------------------- |
| Gold     | –                  | Sieg                                                             |
| Silber   | –                  | 2. Platz                                                         |
| Bronze   | –                  | 3. Platz                                                         |
| Grün     | –                  | Platzierung in den Punkten                                       |
| Blau     | –                  | Klassifiziert außerhalb der Punkteränge                          |
| Violett  | DNF                | Rennen nicht beendet (did not finish)                            |
| Violett  | NC                 | nicht klassifiziert (not classified)                             |
| Rot      | DNQ                | nicht qualifiziert (did not qualify)                             |
| Rot      | DNPQ               | in Vorqualifikation gescheitert (did not pre-qualify)            |
| Schwarz  | DSQ                | disqualifiziert (disqualified)                                   |
| Weiß     | DNS                | nicht am Start (did not start)                                   |
| Weiß     | WD                 | zurückgezogen (withdrawn)                                        |
| Hellblau | PO                 | nur am Training teilgenommen (practiced only)                    |
| Hellblau | TD                 | Freitags-Testfahrer (test driver)                                |
| ohne     | DNP                | nicht am Training teilgenommen (did not practice)                |
| ohne     | INJ                | verletzt oder krank (injured)                                    |
| ohne     | EX                 | ausgeschlossen (excluded)                                        |
| ohne     | DNA                | nicht erschienen (did not arrive)                                |
| ohne     | C                  | Rennen abgesagt (cancelled)                                      |
| ohne     | keine WM-Teilnahme |                                                                  |
| sonstige | P/fett             | Pole-Position                                                    |
| sonstige | 1/2/3/4/5/6/7/8    | Punktplatzierung im Sprint-/Qualifikationsrennen                 |
| sonstige | SR/kursiv          | Schnellste Rennrunde                                             |
| sonstige | *                  | nicht im Ziel, aufgrund der zurückgelegten Distanz aber gewertet |
| sonstige | ()                 | Streichresultate                                                 |
| sonstige | unterstrichen      | Führender in der Gesamtwertung                                   |

## Technische Daten
| Kenngrößen                | Shadow DN8, 1977                                                                                    |
| ------------------------- | --------------------------------------------------------------------------------------------------- |
| Motor                     | Cosworth DFV V8-Motor, Mittelmotor (längs hinter dem Fahrer)                                        |
| Hubraum (Bohrung × Hub)   | 2993 cm³ (85,7 × 64,8 mm)                                                                           |
| Verdichtung               | 11,0 : 1                                                                                            |
| Leistung                  | 485 PS (ca. 356 kW) bei 10.600/min                                                                  |
| Ventilsteuerung           | 2 obenliegende Nockenwellen je Zylinderbank (DOHC)                                                  |
| Gemischaufbereitung       | Lucas-Saugrohreinspritzung                                                                          |
| Kraftübertragung          | 5-Gang-Getriebe, Hewland TL 200, Hinterradantrieb                                                   |
| Karosserie                | Aluminiummonocoque, Antriebsgruppe tragend                                                          |
| Radaufhängung vorn        | doppelte Querlenker mit Stabilisator, Schraubenfedern und Stoßdämpfer                               |
| Radaufhängung hinten      | doppelte Querlenker mit Stabilisator, Schraubenfedern, Stoßdämpfern und je einem oberen Längslenker |
| Lenkung                   | Zahnstangenlenkung, zweiteilige Lenksäule                                                           |
| Bremse                    | Scheibenbremse                                                                                      |
| Leergewicht (ohne Fahrer) | ca. 580 kg                                                                                          |